# رافیث رودریگز
رافیث رودریگز (انگلیسی: Rafith Rodríguez؛ زادهٔ ۱ ژوئن ۱۹۸۹) یک دونده دو نیمه‌استقامت اهل کلمبیا است.
از افتخارات وی میتوان به کسب مدال طلا در مسابقات قهرمانی دو و میدانی آمریکای جنوبی ۲۰۱۳ اشاره کرد.